# Cimburgis von Masowien

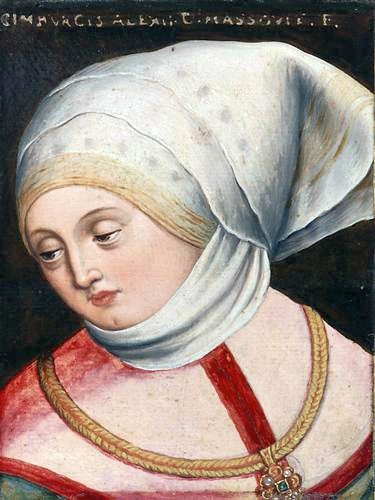
Cimburgis von Masowien, posthumes Porträt von Antoni Boys, ca. 1580, Kunsthistorisches Museum Wien

Cimburgis (Cymburgis, Cimburga, „Zimburg“ oder Cymbarka von Masowien; * 1394 oder 1397 in Warschau, Herzogtum Masowien; † 28. September 1429 in Türnitz, Niederösterreich) war eine polnische Prinzessin aus der Dynastie der Piasten und durch Heirat eine (Erz-)Herzogin von Österreich. Sie ist die Mutter von Kaiser Friedrich III. und somit eine der Stammmütter aller späteren Habsburger.

## Herkunft und Familie
Cimburgis war die Tochter des Herzogs Siemowit IV. von Masowien und der Alexandra von Litauen. Ihre Mutter Alexandra war Schwester des polnischen Königs Władysław II. Jagiełło und mütterlicherseits Enkelin des Großfürsten des Großfürstentums Wladimir-Susdal, Alexander Michailowitsch. Ihr Bruder Alexander war von 1423 bis 1444 Fürstbischof von Trient.

## Ehe und Nachkommen
Cimburgis war seit ca. 1412 mit Herzog Ernst I. von Österreich aus der steirisch-innerösterreichischen Linie verheiratet.
Kinder:
- Friedrich III. (1415–1493), Kaiser
- Margarete (1416–1486); ⚭ Friedrich II., Herzog und Kurfürst von Sachsen
- Albrecht VI. (1418–1463)
- Alexandra († 1420)
- Rudolf († vor 1424)
- Leopold († vor 1424)
- Katharina (1420–1493); ⚭ Karl I. Markgraf von Baden
- Anna († 11. November 1429[1])
- Ernst (II.) († 10. August 1432[1])

## Leben
In der Literatur gibt es kaum Informationen zu Cimburgis, die auch wissenschaftlich belegt sind.
Über das Zustandekommen und die politischen Ziele ihrer Ehe gibt es unterschiedliche, widersprüchliche Versionen, die ihren Ursprung in den Chroniken des 15. Jahrhunderts haben. Während in der älteren Forschung König Sigmund beim Zustandekommen eine wesentliche Rolle zugeschrieben wurde, geht die neuere Forschung davon aus, dass er am Zustandekommen der Ehe nicht beteiligt war und diese ursprünglich Teil eines Bündnissystems gegen ihn gewesen sein dürfte. Cimburgis brachte einige Gefolgsleute in ihre neue Heimat mit, die sich in Wiener Neustadt niederließen. Die meiste Zeit während ihrer Ehe dürfte sie sich in dieser Stadt aufgehalten haben, wo sie auch nach dem Tod ihres Ehemannes nachgewiesen ist. Außerdem hielt sie  die Kontakte zu ihrer Familie weiterhin aufrecht.
Nachdem ihr Ehemann am 18. März 1414 den Titel eines Erzherzogs angenommen hatte, führte sie offiziell den Titel einer Erzherzogin. Nach dem Tod von diesem übernahm Herzog Friedrich IV. von Österreich, wie mit seinem Bruder für diesen Fall vereinbart, die Vormundschaft über ihre Kinder und damit auch die Herrschaft über die innerösterreichischen Länder. Die Kinder blieben zunächst bei Cimburgis. Sie starb 1429 auf einer Wallfahrt nach Mariazell in Türnitz und wurde in der Stiftskirche Lilienfeld beigesetzt.
Unter den überlebensgroßen Bronzestatuen, die ihr Enkel Kaiser Maximilian I. für sein Grabmal in der Innsbrucker Hofkirche gießen ließ, ist auch eine Statue von ihr.

## Legenden

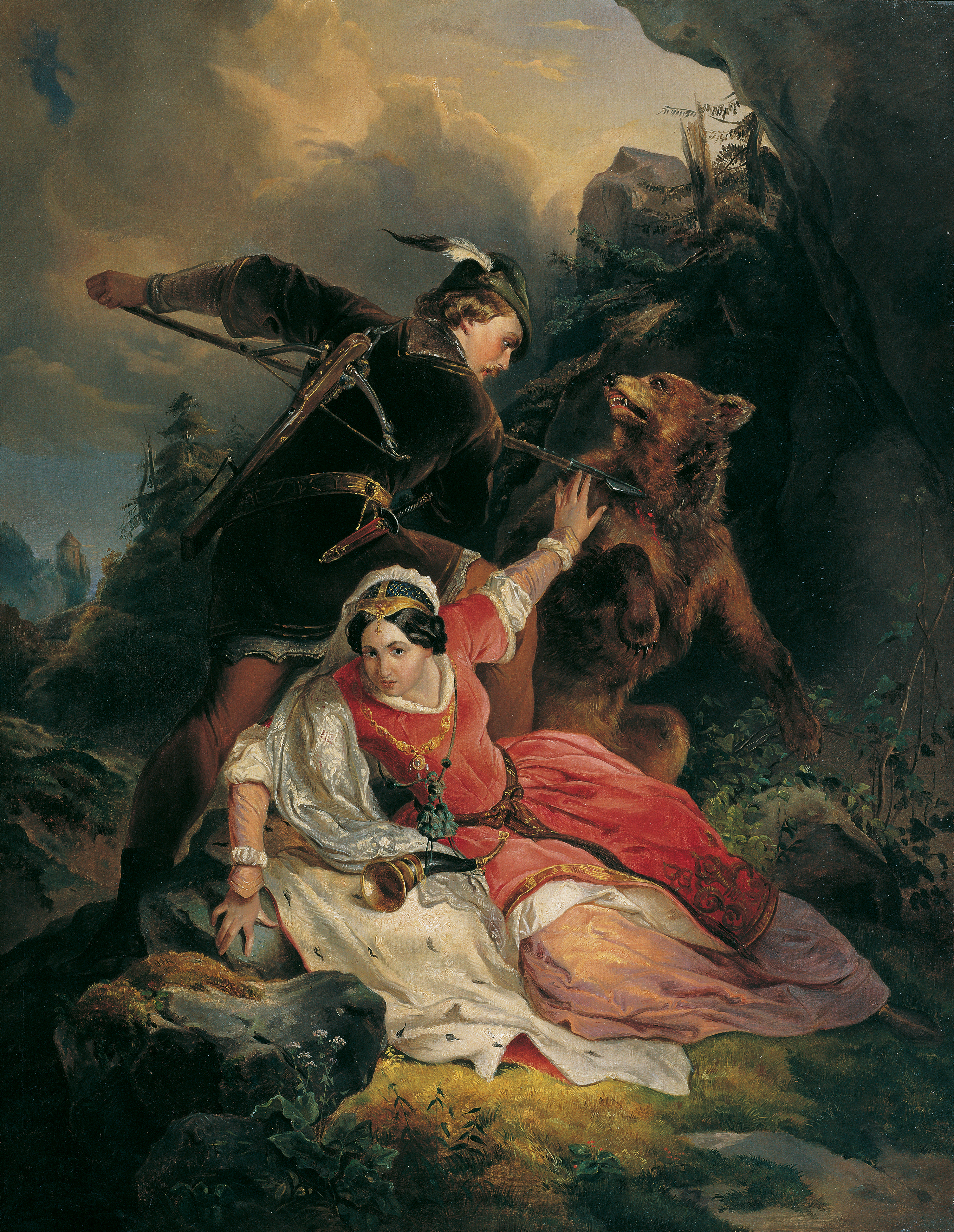
Franz Dobiaschofsky: Herzog Ernst der Eiserne rettet Cimburgis von Masowien (1850)

Eine von mehreren Thesen über die Entstehung der berühmten Habsburger Unterlippe vermutet, dass diese durch Cimburgis in die Habsburgerfamilie gekommen sei. Bei ihrem Sohn Kaiser Friedrich III. (1415–1493) tritt die Unterlippe jedenfalls erstmals klar hervor, ebenso bei dessen Sohn Maximilian I. Sie verstärkte sich dann durch innerfamiliäre Eheschließungen über viele Generationen und blieb bis ins 18. Jahrhundert dominant. Nach Schellmann ist allerdings Cimburgis' Rolle zur Herkunft der Habsburgerlippe nicht wirklich belegt. Dafür soll sie wegen außergewöhnlicher Körperkraft berühmt gewesen sein: Mit bloßer Hand soll sie Eisennägel aus der Wand gezogen und Heufuder gestemmt haben.
Über das Zustandekommen ihrer Ehe überliefert Johann Jakob Fugger (1516–1575) in seinem Ehrenspiegel des Hauses Österreich (1555/1559) eine Legende über eine Brautfahrt, bei der Cimburgis ihrem späteren Ehemann Ernst zum ersten Mal auf einer Jagd begegnet und er ihr das Leben rettet. Im Museum Belvedere findet sich ein Historiengemälde von Franz Dobiaschofsky aus dem Jahr 1850, in dem diese Legende dargestellt ist.

## Belletristik
- Josephine von Kviatovska: Hedwiga und Cimburgis oder die starken Frauen. Ein historischer Roman aus dem 14. Jahrhundert. Mausberger, Wien 1820.